# 软荚红豆
软荚红豆（学名：Ormosia semicastrata）为豆科红豆属下的一个种。

## 扩展阅读
- 維基物種上的相關：软荚红豆